# Río Ohio
El Ohio es un río del este de Estados Unidos que fluye en dirección suroeste por los estados de Pensilvania, Ohio, Indiana, Illinois —forma el límite sur de estos tres últimos—, Virginia Occidental y Kentucky —forma el límite norte de estos dos— desaguando en el río Misisipi cerca de la ciudad de Cairo (Illinois). Tiene una longitud de 1579 km, pero con una de sus fuentes, el río Allegheny, llega hasta los 2108 km, que lo sitúan entre los 10 mayores ríos de los Estados Unidos. Drena una cuenca de 490 601 km², de un total de 14 estados, la mayoría del nordeste del país.
Tiene una importancia capital en la historia de los Estados Unidos, tanto para las tribus amerindias como para los colonos europeos ya que constituyó una vía de transporte privilegiada durante la conquista del Oeste. Sus principales afluentes son el Tennessee, por la izquierda, y el Wabash, por la derecha. En el siglo XVIII constituía la frontera meridional de los estados del Norte, marcando de facto el límite entre los estados que practicaban la esclavitud y los que la habían abolido.

## Geografía

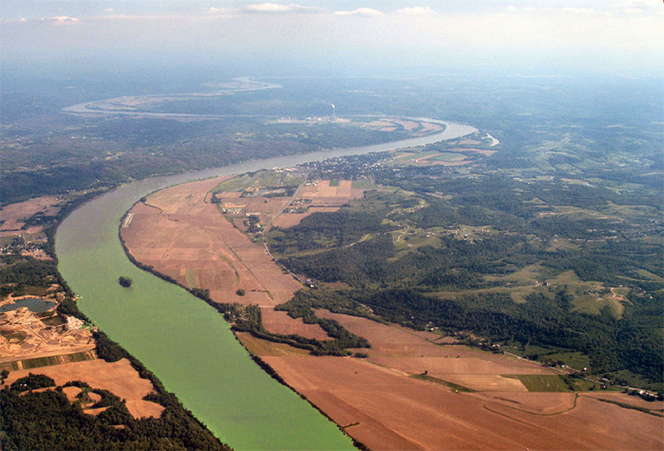
El río Ohio a su paso por Indiana.

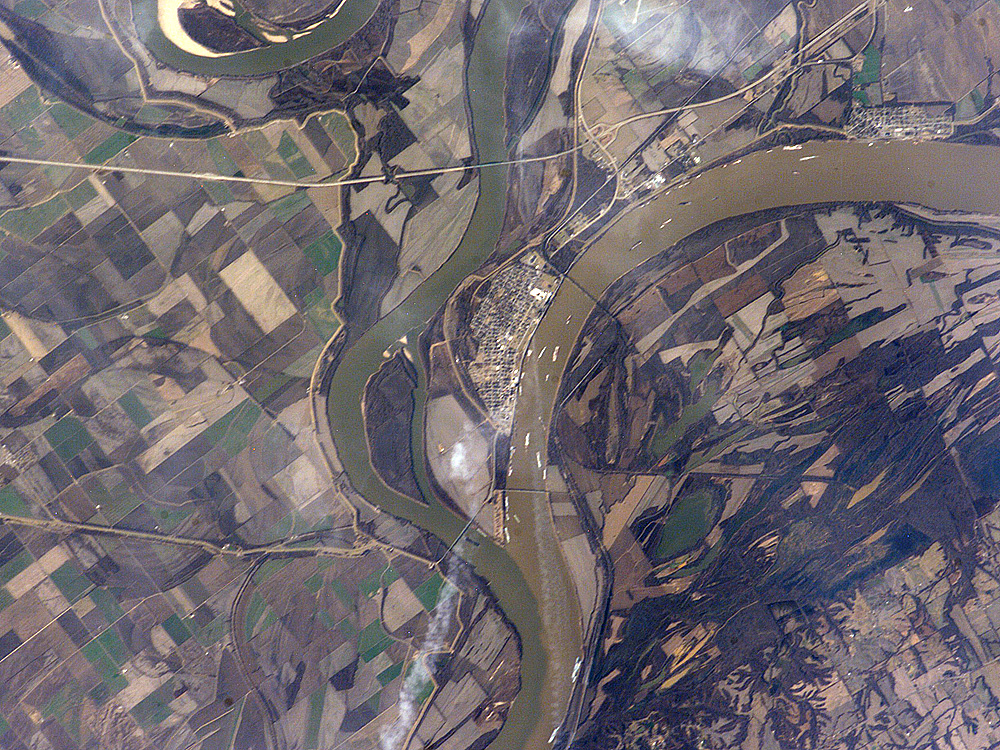
Confluencia de los ríos Ohio (a la derecha, de color marrón) y Misisipi (a la izquierda, color verde oscuro); la ciudad que se observa entre ambos es Cairo (Illinois)

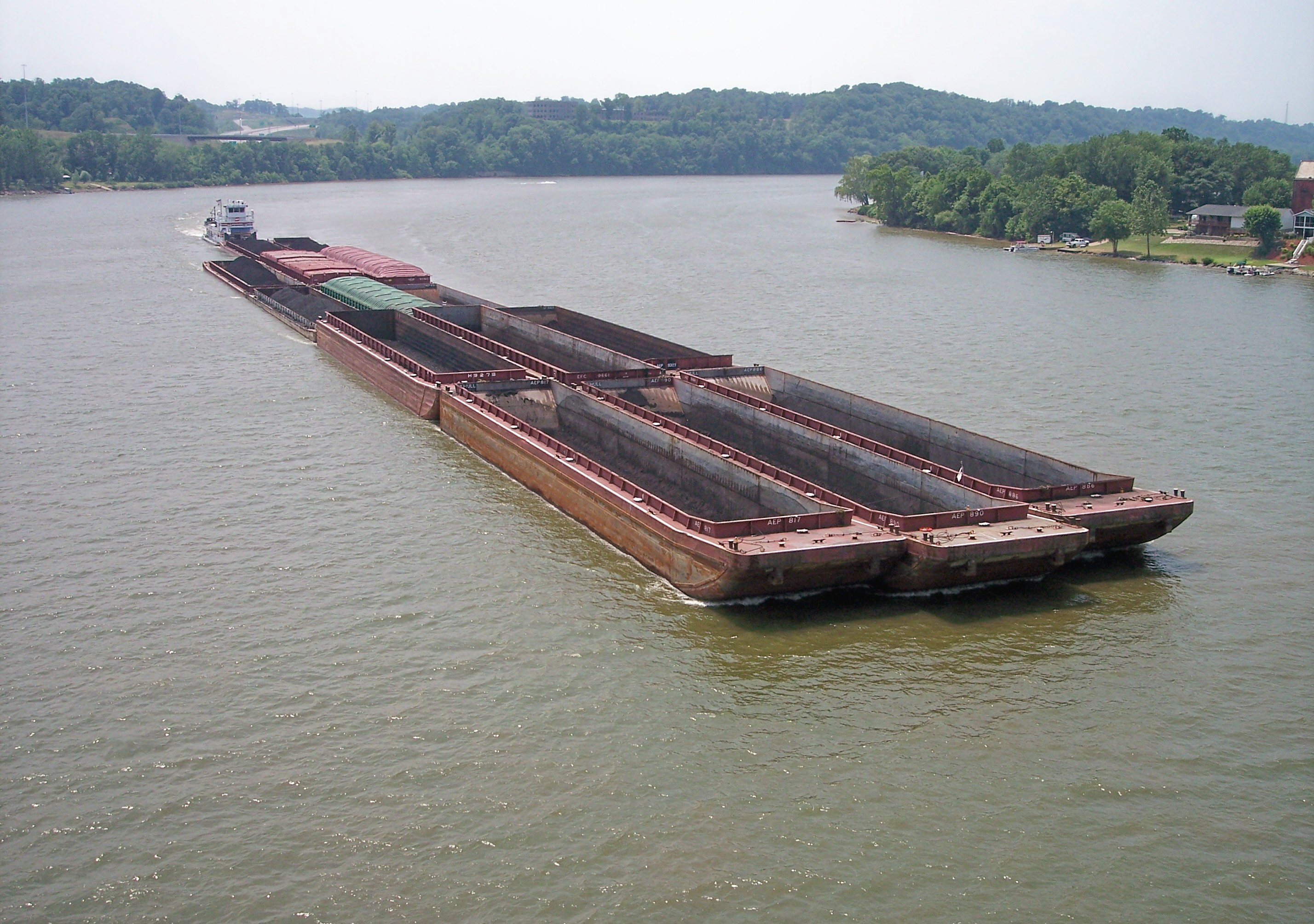
El río Ohio a su paso por Parkersburg (Virginia Occidental)

El río se forma a partir de la confluencia de los ríos Allegheny y Monongahela, en Point State Park, Pittsburgh, Pensilvania. Fluye un corto tramo hacia el noroeste antes de efectuar una media vuelta brusca hacia el sursureste formando la frontera sur de los estados de Ohio, Indiana e Illinois y la frontera norte de Virginia Occidental y Kentucky, hasta desaguar en el río Misisipi junto a la ciudad de Cairo (Illinois). A este nivel, el Ohio es más ancho que el propio Misisipi.
El río Ohio comprende numerosos afluentes, y su cuenca hidrográfica drena más 490.000 km², que comprenden parte de los estados de Illinois, Indiana, Ohio, Nueva York, Pensilvania, Maryland, Virginia Occidental, Kentucky, Tennessee, Virginia, Carolina del Norte, Georgia, Alabama y Misisipi.

## Formación
El río se formó por un glaciar durante el último período de la edad glaciar, llamado la glaciación de Wisconsin (glaciación de Würm para el período correspondiente a los Alpes). Cuando el glaciar se retiró, una barrera de materiales situada cerca de Louisville (Kentucky) obstruyó al Ohio durante cierto tiempo, lo que creó un gran lago. La presa luego cedió, y el Ohio tomó su curso actual, reemplazando el río Teays que existía antes del período glaciar.

## Historia
Los nativos americanos consideraban al Ohio como un río desde su fuente hasta el mar, y no como un afluente del Misisipi. Efectivamente, este transporta el volumen de agua más importante de todos los afluentes del Misisipi.
El valle del Ohio fue controlado por los franceses en el seno del territorio de Nueva Francia. Entonces se le llamó el «Río Bello». Su importancia era estratégica, porque permitía unir la Luisiana francesa con Canadá. Fue fortificado entonces por las autoridades del lugar.
El 19 de mayo de 1749, el rey Jorge II de Gran Bretaña autorizó a la Compañía de Ohio para el comercio de pieles en los terrenos cerca del río. La ciudad de Louisville, en Kentucky, fue posteriormente fundada cerca del único obstáculo natural a la navegación, las cataratas del Ohio. Se trataba de una serie de rápidos donde el río fluía sobre caliza muy dura, rica en fósiles. Para vadear el obstáculo, construyeron esclusas. En nuestros días, las esclusas y una presa hidroeléctrica, la presa McAlpine, están instaladas en este lugar.
Después de la independencia de las Trece Colonias (1776), una serie de disposiciones organizaron el recorte de los territorios en el norte del Ohio, cedidos por Virginia a los Estados Unidos. La disposición de 1785 organizó el recorte en townships de los territorios situados en el noroeste. Ohio fue uno de los primeros estados organizados según este sistema.
Dado que el Ohio discurre hacia el oeste, era una vía ideal para los pioneros en la conquista del oeste. Una vez alcanzada la desembocadura del Ohio, éstos remontaban el Misisipi hasta San Luis, en Misuri. A este nivel, algunos remontaban el Misisipi, otros el Misuri, y otros tomaban vías terrestres. Los piratas se aprovechaban de la situación, y exigían rescate a los viajeros antes de abordar sus barcos en Cave-in-Rock, en el sur de Illinois.

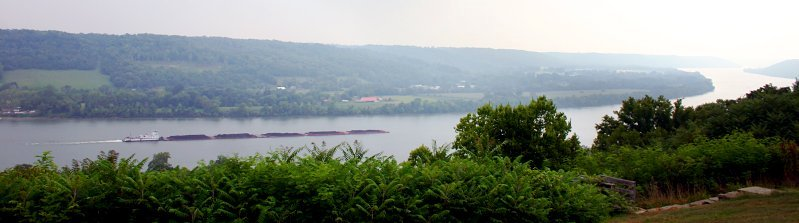
Una vista del río Ohio desde Ripley, Ohio

Separando los estados del norte de los estados confederados, el Ohio era la frontera que los esclavos atravesaban para hacerse libres, como cuentan las novelas de Harriet Beecher Stowe o Toni Morrison. En nuestros días, el Ohio separa más bien a los estados del Midwest y los Grandes Lagos de los estados del Sur.

### Fronteras

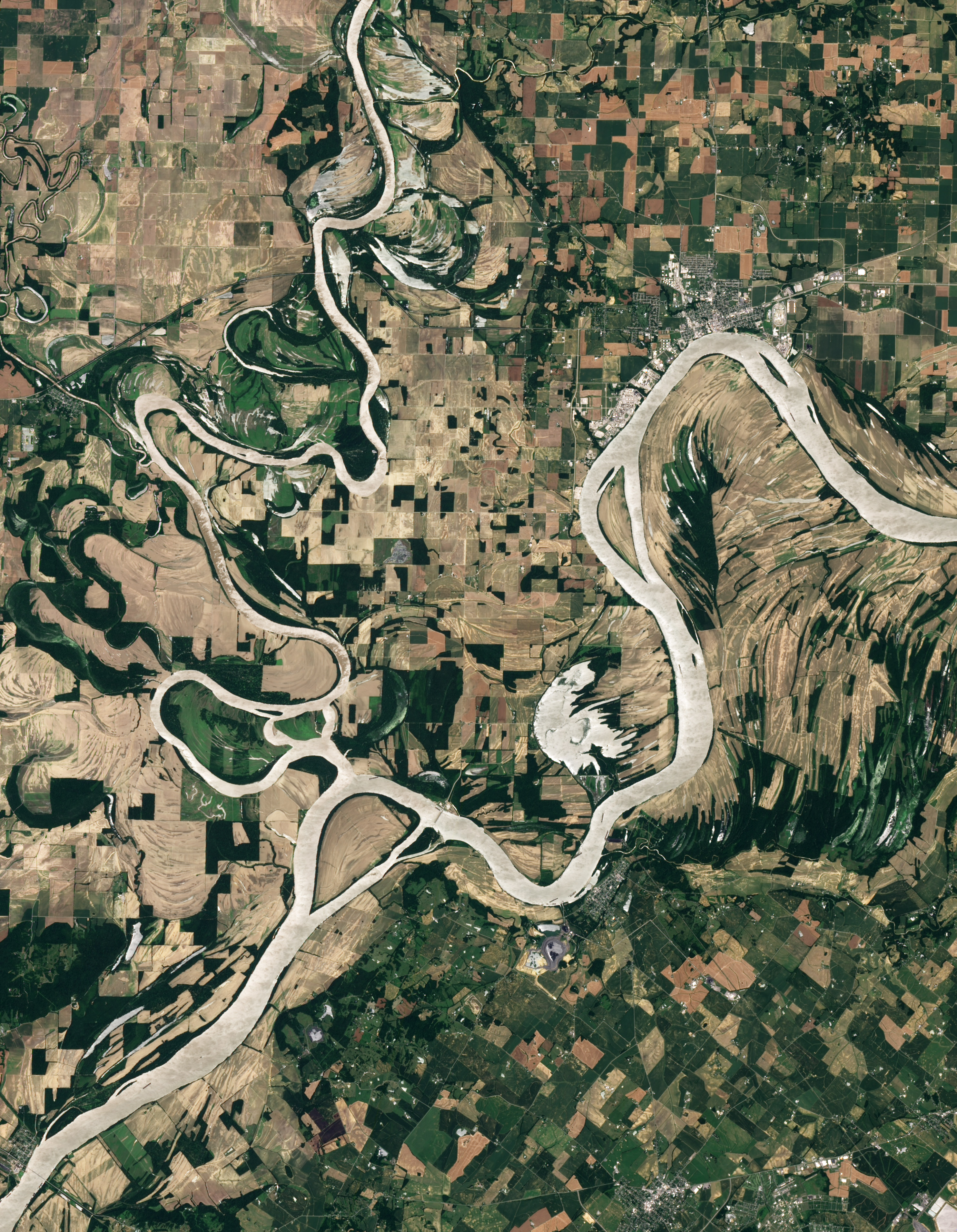
Confluencia de los ríos Wabash (el que viene de arriba abajo) y Ohio; la ciudad que se observa sobre la orilla norte del Ohio es Mount Vernon (Indiana)

La frontera del territorio de Virginia no se fijó en medio del río (como es habitual con las fronteras fluviales), sino hasta la otra orilla, lo que hace que todo el río estuviera situado en este territorio. A partir de Virginia se formaron los estados de Kentucky y de Virginia Occidental, y, por tanto, todo el río les pertenece, incluida la parte que constituye la frontera entre estos estados y los estados de Illinois, Indiana y Ohio. Kentucky intentó un proceso contra Indiana a principios de los años 1980, porque quería construir la central nuclear de Marble Hill en Indiana, que habría vertido sus aguas de desecho en el río. La Corte Suprema de los Estados Unidos resolvió que la jurisdicción de Kentucky (e, implícitamente, la de Virginia Occidental) se extendía sólo hasta la señal de marea baja de 1793 (importante porque el río ha sido extensivamente represado para la navegación, de modo que la actual orilla del río está al norte de la vieja señal de marea baja).
De manera similar, en los años 1990, Kentucky disputó el derecho de Illinois de recaudar impuestos por una embarcación-casino atracada en Metrópolis, Illinois, argumentando su control sobre todo el río. La empresa Aztar abrió su propia embarcación-casino que atracó en Evansville, Indiana, aproximadamente al mismo tiempo. Aunque los cruceros en el río Ohio circulaban al principio siguiendo un modelo oval de arriba abajo a lo largo del río, el estado de Kentucky pronto protestó y los cruceros fueron limitados a ir hacia adelante, después invierten la marcha y van hacia atrás, solo a lo largo de la orilla de Indiana.

### Comunidades a lo largo del río
| Área metropolitana                                                     | Población |
| ---------------------------------------------------------------------- | --------- |
| Área metropolitana de Pittsburgh                                       | 2 400 000 |
| Área metropolitana de Cincinnati – Northern Kentucky                   | 2 200 000 |
| Área estadística metropolitana de Louisville - Jefferson County, KY-IN | 1 400 000 |
| Área estadística metropolitana de Evansville, IN-KY                    | 358 000   |
| Área estadística metropolitana de Huntington-Ashland, WV-KY-OH         | 365 419   |
| Área metropolitana de Parkersburg-Marietta-Vienna                      | 160 000   |
| Área estadística metropolitana de Wheelingg                            | 145 000   |
| Área metropolitana de Weirton-Steubenvillee                            | 132 000   |
| Área estadística metropolitana de Owensboro                            | 112 000   |

Muchas de las comunidades a lo largo del río Ohio se enumeran a continuación; la mayoría tienen un significado histórico o tradición cultural que las relaciona con el río. Están secuenciadas desde el nacimiento del río hasta su final y los habitantes corresponden todos al censo de 2010. Se resaltan en negrilla las localidades de más de 20 000 habitantes.

### Afluentes del río Ohio
El río Ohio tiene muchos afluentes, siendo los más importantes los que recoge la Tabla siguiente. Los afluentes se ordenan geográficamente, siguiendo el río desde su nacimiento hasta la boca, dividiendo el curso del río en tramos según los estados que atraviesa. Sin embargo, los subafluentes se ordenan según van apareciendo al recorrerlos río arriba, esto es, desde la boca a la fuente.
| Ramal | Ramal | Nombre afluente                   | Nombre afluente                            | Nombre afluente                            | Nombre afluente                            | Desembocadura      | Localidad boca            | Longitud (km) | Cuenca (km²) | Caudal (m³/s) | Estado(s) por los que discurre                     | Tramo                    | Tramo |
| —     | —     | Río Allegheny                     | Río Allegheny                              | Río Allegheny                              | Río Allegheny                              | Ohio               | Pittsburgh                | 523           | 30 000       | 470           | Nueva York Pensilvania                             | Pensilvania (Fuentes)    |       |
| —     | —     |                                   | Arroyo French                              | Arroyo French                              | Arroyo French                              | Allegheny          | —                         | 188           | 3289         | 57,2          | Nueva York Pensilvania                             | Pensilvania (Fuentes)    |       |
| —     | —     |                                   | Río Clarion                                | Río Clarion                                | Río Clarion                                | Allegheny          | —                         | 177           | 3242,6       | 50,2          | Pensilvania                                        | Pensilvania (Fuentes)    |       |
| —     | —     |                                   | Sistema Kiskiminetas—Conemaugh–Stoneycreek | Sistema Kiskiminetas—Conemaugh–Stoneycreek | Sistema Kiskiminetas—Conemaugh–Stoneycreek | Allegheny          | —                         | 228           | 4887         | 36,47         | Pensilvania                                        | Pensilvania (Fuentes)    |       |
| —     | —     | Sistema Monongahela—Tygart Valley | Sistema Monongahela—Tygart Valley          | Sistema Monongahela—Tygart Valley          | Sistema Monongahela—Tygart Valley          | Ohio               | Pittsburgh                | 463           | 19 011       | 507           | Virginia Occidental Pensilvania                    | Pensilvania (Fuentes)    |       |
| —     | —     |                                   | Río Youghiogheny                           | Río Youghiogheny                           | Río Youghiogheny                           | Monongahela        | —                         | 196           | 4442         | 98            | Virginia Occidental Pensilvania                    | Pensilvania (Fuentes)    |       |
| —     | —     |                                   | Sistema Cheat—Shavers Fork                 | Sistema Cheat—Shavers Fork                 | Sistema Cheat—Shavers Fork                 | Monongahela        | —                         | 269           | 3686         | 110           | Virginia Occidental Pensilvania                    | Pensilvania (Fuentes)    |       |
| —     | —     |                                   | Río West Fork                              | Río West Fork                              | Río West Fork                              | Monongahela        | —                         | 166           | 2282         | 33            | Virginia Occidental                                | Pensilvania (Fuentes)    |       |
| —     | —     | Arroyo Chartiers                  | Arroyo Chartiers                           | Arroyo Chartiers                           | Arroyo Chartiers                           | Ohio               | McKees Rocks              | 76,6          | 718,5        | 9,0           | Pensilvania                                        | Pensilvania              |       |
| —     | D     | Sistema Beaver—Mahoning           | Sistema Beaver—Mahoning                    | Sistema Beaver—Mahoning                    | Sistema Beaver—Mahoning                    | Ohio               | Rochester                 | 216           |              |               | Pensilvania                                        | Pensilvania              |       |
| —     | —     |                                   | Río Shenango                               | Río Shenango                               | Río Shenango                               | Beaver             |                           | 160           |              |               | Ohio Pensilvania                                   | Pensilvania              |       |
| I     | —     | Río Wheeling Creek                | Río Wheeling Creek                         | Río Wheeling Creek                         | Río Wheeling Creek                         | Ohio               | Wheeling                  | 40            | 777          | 9,7           | Virginia Occidental                                | Ohio-Virginia Occidental |       |
| —     | D     | Río Little Muskingum              | Río Little Muskingum                       | Río Little Muskingum                       | Río Little Muskingum                       | Ohio               |                           | 105           |              |               | Ohio                                               | Ohio-Virginia Occidental |       |
| I     | —     | Arroyo Middle Island              | Arroyo Middle Island                       | Arroyo Middle Island                       | Arroyo Middle Island                       | Ohio               |                           | 124           |              |               | Virginia Occidental                                | Ohio-Virginia Occidental |       |
| —     | D     | Arroyo Duck                       | Arroyo Duck                                | Arroyo Duck                                | Arroyo Duck                                | Ohio               | Marietta                  | 50            |              |               | Ohio                                               | Ohio-Virginia Occidental |       |
| —     | D     | Sistema Muskingum—Tuscarawas      | Sistema Muskingum—Tuscarawas               | Sistema Muskingum—Tuscarawas               | Sistema Muskingum—Tuscarawas               | Ohio               | Marietta                  | 388           | 20 850       |               | Ohio                                               | Ohio-Virginia Occidental |       |
| —     | —     |                                   | Sistema Walhonding—Mohican—Black Fork      | Sistema Walhonding—Mohican—Black Fork      | Sistema Walhonding—Mohican—Black Fork      | Muskingum          | Coshocton (Ohio)          | 197           | 5830         | 46,83         | Ohio                                               | Ohio-Virginia Occidental |       |
| —     | —     |                                   |                                            |                                            | Arroyo Killbuck                            | Walhonding         | Coshocton (Ohio)          | 131,5         | 1588         | 17,7          | Ohio                                               | Ohio-Virginia Occidental |       |
| I     | —     | Río Little Kanawha                | Río Little Kanawha                         | Río Little Kanawha                         | Río Little Kanawha                         | Ohio               | Parkersburg               | 269           | 6099         |               | Virginia Occidental                                | Ohio-Virginia Occidental |       |
| —     | D     | Río Hocking                       | Río Hocking                                | Río Hocking                                | Río Hocking                                | Ohio               | Hockingport               | 160           | 3100         |               | Ohio                                               | Ohio-Virginia Occidental |       |
| I     | —     | Sistema Kanawha—New               | Sistema Kanawha—New                        | Sistema Kanawha—New                        | Sistema Kanawha—New                        | Ohio               | Point Pleasant            | 671           | 31 691       | 481           | Carolina del Norte Virginia Virginia Occidental    | Ohio-Virginia Occidental |       |
| —     | —     |                                   | Río Elk                                    | Río Elk                                    | Río Elk                                    | Kanawha            |                           | 277           |              | 75            | Virginia Occidental                                | Ohio-Virginia Occidental |       |
| —     | —     |                                   | Río Greenbrier                             | Río Greenbrier                             | Río Greenbrier                             | New                |                           | 261           | 4289         | 74            | Virginia Occidental                                | Ohio-Virginia Occidental |       |
| I     | —     | Río Guyandotte                    | Río Guyandotte                             | Río Guyandotte                             | Río Guyandotte                             | Ohio               | Huntington                | 267           |              |               | Virginia Occidental                                | Ohio-Virginia Occidental |       |
| I     | —     | Sistema Big Sandy—Tug Fork        | Sistema Big Sandy—Tug Fork                 | Sistema Big Sandy—Tug Fork                 | Sistema Big Sandy—Tug Fork                 | Ohio               | Catlettsburg (Kentucky)   | 303           | 10 510       | 140           | Virginia Kentucky Virginia Occidental              | Ohio-Kentucky            |       |
| —     | —     |                                   | Río Levisa Fork                            | Río Levisa Fork                            | Río Levisa Fork                            | Big Sandy          |                           | 264           |              | 42,6          | Kentucky (frontera) Virginia Occidental (frontera) | Ohio-Kentucky            |       |
| I     | —     | Río Little Sandy                  | Río Little Sandy                           | Río Little Sandy                           | Río Little Sandy                           | Ohio               | Greenup                   | 145           | 1876         |               | Kentucky                                           | Ohio-Kentucky            |       |
| —     | D     | Río Scioto                        | Río Scioto                                 | Río Scioto                                 | Río Scioto                                 | Ohio               | Portsmouth                | 372           | 16 879       | 189           | Ohio                                               | Ohio-Kentucky            |       |
| —     | —     |                                   | Río Paint                                  | Río Paint                                  | Río Paint                                  | Scioto             |                           | 152           |              |               | Ohio                                               | Ohio-Kentucky            |       |
| —     | —     |                                   | Río Olentangy                              | Río Olentangy                              | Río Olentangy                              | Scioto             |                           | 156           | 1406         |               | Ohio                                               | Ohio-Kentucky            |       |
| —     | D     | Río Little Miami                  | Río Little Miami                           | Río Little Miami                           | Río Little Miami                           | Ohio               | Cincinnati                | 170           | 4550         | 36            | Ohio                                               | Ohio-Kentucky            |       |
| I     | —     | Río Licking                       | Río Licking                                | Río Licking                                | Río Licking                                | Ohio               | Newport-Covinton          | 488           | 9310         | 119,5         | Kentucky                                           | Ohio-Kentucky            |       |
| —     | D     | Río Great Miami                   | Río Great Miami                            | Río Great Miami                            | Río Great Miami                            | Ohio               |                           | 260           | 13 915       | 152           | Ohio                                               | Ohio-Kentucky            |       |
| —     | —     |                                   | Río Stillwater                             | Río Stillwater                             | Río Stillwater                             | Great Miami        |                           | 105           | 1766         |               | Ohio                                               | Ohio-Kentucky            |       |
| —     | —     |                                   | Río Mad                                    | Río Mad                                    | Río Mad                                    | Great Miami        |                           | 97            | 1702         |               | Ohio                                               | Ohio-Kentucky            |       |
| —     | —     |                                   | Río Whitewater                             | Río Whitewater                             | Río Whitewater                             | Great Miami        |                           | 145           |              |               | Ohio Indiana                                       | Ohio-Kentucky            |       |
| —     | D     | Río Salt                          | Río Salt                                   | Río Salt                                   | Río Salt                                   | Ohio               | West Point                | 225           | 7563         |               | Kentucky                                           | Indiana- Kentucky        |       |
| I     | —     | Sistema Kentucky—North Fork       | Sistema Kentucky—North Fork                | Sistema Kentucky—North Fork                | Sistema Kentucky—North Fork                | Ohio               | Carrollton                | 618           | 18 000       | 285           | Kentucky                                           | Indiana- Kentucky        |       |
| I     | —     | Río Green (Ohio)                  | Río Green (Ohio)                           | Río Green (Ohio)                           | Río Green (Ohio)                           | Ohio               |                           | 618           | 25 400       |               | Kentucky                                           | Indiana- Kentucky        |       |
| —     | —     |                                   | Río Rough                                  | Río Rough                                  | Río Rough                                  | Green              |                           | 219           |              |               | Kentucky                                           | Indiana- Kentucky        |       |
| —     | —     |                                   | Río Nolin                                  | Río Nolin                                  | Río Nolin                                  | Green              |                           | 169           |              |               | Kentucky                                           | Indiana- Kentucky        |       |
| —     | D     | Río Wabash                        | Río Wabash                                 | Río Wabash                                 | Río Wabash                                 | Ohio               |                           | 764           | 103 500      | 1001          | Indiana (frontera) Illinois (frontera)             | Indiana- Kentucky        |       |
| —     | —     |                                   | Río Little Wabash                          | Río Little Wabash                          | Río Little Wabash                          | Wabash             |                           | 390           | 5060         |               | Illinois                                           | Indiana- Kentucky        |       |
| —     | —     |                                   |                                            | Skillet Fork                               | Skillet Fork                               | Little Wabash      |                           | 160           |              |               | Illinois                                           | Indiana- Kentucky        |       |
| —     | —     |                                   | Río Patoka                                 | Río Patoka                                 | Río Patoka                                 | Wabash             |                           | 269           | 2230         | 30            | Indiana                                            | Indiana- Kentucky        |       |
| —     | —     | -                                 | Sistema White—West Fork                    | Sistema White—West Fork                    | Sistema White—West Fork                    | Wabash             |                           | 583           | 14 882       |               | Indiana                                            | Indiana- Kentucky        |       |
| —     | —     |                                   |                                            | Arroyo Fall                                | Arroyo Fall                                | White              |                           | 92,5          | 820          |               | Indiana                                            | Indiana- Kentucky        |       |
| —     | —     |                                   |                                            | Río West Fork White                        | Río West Fork White                        | White              |                           | 502           |              |               | Indiana                                            | Indiana- Kentucky        |       |
| —     | —     | —                                 | -                                          | Sistema Río East Fork White—Flatrock       | Sistema Río East Fork White—Flatrock       | White              |                           | 453           |              |               | Indiana                                            | Indiana- Kentucky        |       |
| —     | —     |                                   |                                            |                                            | Río Lost (Indiana)                         | East Fork          |                           | 140           |              |               | Indiana                                            | Indiana- Kentucky        |       |
| —     | —     |                                   |                                            |                                            | Río Flatrock                               | East Fork          |                           | 158           | 1380         |               | Indiana                                            | Indiana- Kentucky        |       |
| —     | —     |                                   |                                            |                                            | Sistema Driftwood—Big Blue                 | East Fork          |                           | 146           |              |               | Indiana                                            | Indiana- Kentucky        |       |
| —     | —     |                                   | Río Embarras                               | Río Embarras                               | Río Embarras                               | Wabash             |                           | 314           | 6340         |               | Illinois                                           | Indiana- Kentucky        |       |
| —     | —     | -                                 | -                                          | Río North Fork Embarras                    | Río North Fork Embarras                    | Embarras           |                           | 103           |              |               | Illinois                                           | Indiana- Kentucky        |       |
| —     | —     |                                   | Arroyo Big Raccoon                         | Arroyo Big Raccoon                         | Arroyo Big Raccoon                         | Wabash             |                           |               | 191,6        |               | Indiana                                            | Indiana- Kentucky        |       |
| —     | —     |                                   | Arroyo Sugar                               | Arroyo Sugar                               | Arroyo Sugar                               | Wabash             |                           | 150           |              |               | Indiana                                            | Indiana- Kentucky        |       |
| —     | —     |                                   | Río Vermilion—Middle Fork                  | Río Vermilion—Middle Fork                  | Río Vermilion—Middle Fork                  | Wabash             |                           | 169,7         |              |               | Illinois Indiana                                   | Indiana- Kentucky        |       |
| —     | —     |                                   |                                            | Río Middle Fork Vermilion                  | Río Middle Fork Vermilion                  | Vermilion          |                           | 124           |              |               | Illinois                                           | Indiana- Kentucky        |       |
| —     | —     |                                   |                                            | Río Salt Fork Vermilion                    | Río Salt Fork Vermilion                    | Vermilion          |                           | 110           |              |               | Illinois                                           | Indiana- Kentucky        |       |
| —     | —     |                                   | Arroyo Wildcat                             | Arroyo Wildcat                             | Arroyo Wildcat                             | Wabash             |                           | 135           |              |               | Indiana                                            | Indiana- Kentucky        |       |
| —     | —     |                                   | Río Tippecanoe                             | Río Tippecanoe                             | Río Tippecanoe                             | Wabash             |                           | 293           | 4860         | 145           | Indiana                                            | Indiana- Kentucky        |       |
| —     | —     |                                   | Río Eel                                    | Río Eel                                    | Río Eel                                    | Wabash             |                           | 151           |              |               | Illinois Indiana                                   | Indiana- Kentucky        |       |
| —     | —     |                                   | Río Mississinewa                           | Río Mississinewa                           | Río Mississinewa                           | Wabash             |                           | 190           |              |               | Indiana Ohio                                       | Indiana- Kentucky        |       |
| —     | —     |                                   | Río Salamonie                              | Río Salamonie                              | Río Salamonie                              | Wabash             |                           | 135,8         |              |               | Indiana                                            | Indiana- Kentucky        |       |
| —     | D     | Río Saline (Ohio)                 | Río Saline (Ohio)                          | Río Saline (Ohio)                          | Río Saline (Ohio)                          | Ohio               | Saline Landing (Illinois) | 121           | 4566         |               | Illinois                                           | Illinois- Kentucky       |       |
| I     | —     | Río Cumberland                    | Río Cumberland                             | Río Cumberland                             | Río Cumberland                             | Ohio               | Smithland                 | 1106          | 46 830       | 862           | Kentucky Tennessee                                 | Illinois- Kentucky       |       |
| —     | —     |                                   | Río Little River (Kentucky)                | Río Little River (Kentucky)                | Río Little River (Kentucky)                | Cumberland         |                           | 93            |              |               | Kentucky                                           | Illinois- Kentucky       |       |
| —     | —     |                                   | Río Harpeth                                | Río Harpeth                                | Río Harpeth                                | Cumberland         | Ashland City              | 185           |              |               | Tennessee                                          | Illinois- Kentucky       |       |
| —     | —     |                                   | Río Red                                    | Río Red                                    | Río Red                                    | Cumberland         |                           | 161           | 3840         |               | Kentucky Tennessee                                 | Illinois- Kentucky       |       |
| —     | —     |                                   | Río Stones—East Fork                       | Río Stones—East Fork                       | Río Stones—East Fork                       | Cumberland         |                           | 149           | 2385,4       |               | Tennessee                                          | Illinois- Kentucky       |       |
| —     | —     |                                   | Caney Fork                                 | Caney Fork                                 | Caney Fork                                 | Cumberland         |                           | 230           | 4590         |               | Tennessee                                          | Illinois- Kentucky       |       |
| —     | —     |                                   |                                            | Río Collins                                | Río Collins                                | Caney Fork         |                           | 108           | 2100         | 34            | Tennessee                                          | Illinois- Kentucky       |       |
| —     | —     |                                   | Río Big South Fork Cumberland              | Río Big South Fork Cumberland              | Río Big South Fork Cumberland              | Cumberland         | Burnside (Kentucky)       | 165,8         |              |               | Kentucky Tennessee                                 | Illinois- Kentucky       |       |
| I     | —     | Río Tennessee                     | Río Tennessee                              | Río Tennessee                              | Río Tennessee                              | Ohio               | Paducah                   | 1049          | 105 870      | 2000          | Kentucky Alabama Tennessee Misisipi                | Illinois- Kentucky       |       |
| —     | —     |                                   | Río Duck                                   | Río Duck                                   | Río Duck                                   | Tennessee          |                           | 457           |              |               | Tennessee                                          | Illinois- Kentucky       |       |
| —     | —     |                                   |                                            | Río Buffalo                                | Río Buffalo                                | Duck               |                           | 201           | 1980         |               | Tennessee                                          | Illinois- Kentucky       |       |
| —     | —     |                                   | Arroyo Shoal                               | Arroyo Shoal                               | Arroyo Shoal                               | Tennessee          |                           | 91,6          |              |               | Tennessee Alabama                                  | Illinois- Kentucky       |       |
| —     | —     |                                   | Río Elk                                    | Río Elk                                    | Río Elk                                    | Tennessee          |                           | 314           |              | 89            | Tennessee Alabama                                  | Illinois- Kentucky       |       |
| —     | —     |                                   | Río Flint                                  | Río Flint                                  | Río Flint                                  | Tennessee          |                           | 105,7         | 1470         |               | Alabama                                            | Illinois- Kentucky       |       |
| —     | —     |                                   | Río Paint Rock                             | Río Paint Rock                             | Río Paint Rock                             | Tennessee          |                           | 94,5          | 1470         |               | Alabama                                            | Illinois- Kentucky       |       |
| —     | —     |                                   | Río Sequatchie                             | Río Sequatchie                             | Río Sequatchie                             | Tennessee          |                           | 187           |              |               | Tennessee                                          | Illinois- Kentucky       |       |
| —     | —     |                                   | Río Hiwassee                               | Río Hiwassee                               | Río Hiwassee                               | Tennessee          |                           | 213           | 2590         |               | Georgia Tennessee                                  | Illinois- Kentucky       |       |
| —     | —     |                                   |                                            | Río Toccoa/Ocoee                           | Río Toccoa/Ocoee                           | Hiwassee           |                           | 150           |              |               | Georgia Tennessee                                  | Illinois- Kentucky       |       |
| —     | —     |                                   | Río Clinch                                 | Río Clinch                                 | Río Clinch                                 | Tennessee          |                           | 542           | 11 430       | 59            | Kentucky Tennessee                                 | Illinois- Kentucky       |       |
| —     | —     |                                   |                                            | Río Powell                                 | Río Powell                                 | Clinch             |                           | 314,6         | 2470         |               | Kentucky Tennessee                                 | Illinois- Kentucky       |       |
| —     | —     |                                   | Río Little Tennessee                       | Río Little Tennessee                       | Río Little Tennessee                       | Río Tennessee      |                           | 217           |              |               | Georgia Carolina del Norte Tennessee               | Illinois- Kentucky       |       |
| —     | —     |                                   |                                            | Río Tuckasegee                             | Río Tuckasegee                             | Little Tennessee   |                           | 97            | 1696         | 45            | Carolina del Norte                                 | Illinois- Kentucky       |       |
| —     | —     |                                   | Río French Broad                           | Río French Broad                           | Río French Broad                           | Tennessee          |                           | 343           | 13 270       | 223,1         | Carolina del Norte Tennessee                       | Illinois- Kentucky       |       |
| —     | —     |                                   |                                            | Río Nolichucky                             | Río Nolichucky                             | French Broad       |                           | 185           | 4520         | 45            | Carolina del Norte Tennessee                       | Illinois- Kentucky       |       |
| —     | —     |                                   | Río Holston—North Fork                     | Río Holston—North Fork                     | Río Holston—North Fork                     | Tennessee          |                           | 441           | 9700         | 137,3         | Virginia Tennessee                                 | Illinois- Kentucky       |       |
| —     | —     |                                   |                                            | Río South Fork Holston                     | Río South Fork Holston                     | Holston            |                           | 180           |              |               | Kentucky Tennessee                                 | Illinois- Kentucky       |       |
| —     | —     |                                   |                                            |                                            | Río Watauga                                | South Fork Holston |                           | 126,3         | 2247         |               | Carolina del Norte Tennessee                       | Illinois- Kentucky       |       |
| —     | —     |                                   |                                            |                                            | Río Middle Fork Holston                    | South Fork Holston |                           | 90,9          |              |               | Kentucky                                           | Illinois- Kentucky       |       |
| —     | D     | Río Cache                         | Río Cache                                  | Río Cache                                  | Río Cache                                  | Ohio               |                           | 148           | 1910         |               | Illinois                                           | Illinois- Kentucky       |       |